# جیانا فاروک
جیانا محمد فاروک (انگلیسی: Giana Mohamed Farouk؛ متولد ۱۰ دسامبر ۱۹۹۴) کاراتهکای اهل مصر است. وی در مسابقات کاراته قهرمانی جهان در کومیته ۶۱ کیلوگرم دو بار به مدال طلا دست یافت. او همچنین در بازی‌های آفریقایی، بازی‌های همبستگی اسلامی و بازی‌های مدیترانه، در دستهٔ خود صاحب مدال طلا شده‌است.
وی به عنوان نماینده مصر در بازی‌های المپیک تابستانی ۲۰۲۰ در کاراته مدال برنز را کسب کرد.

## حرفه
در سال ۲۰۱۸، او در مسابقات مدیترانه ای ۲۰۱۸ که در تاراگونا، اسپانیا برگزار شد، در کومیته ۶۱ کیلوگرم زنان مدال نقره را از آن خود کرد. در همان سال، وی در مسابقات کاراته قهرمانی جهان ۲۰۱۸ که در مادرید، اسپانیا برگزار شد، در کومیته ۶۱ کیلوگرم زنان یکی از مدال‌های برنز را بدست آورد.
در سال ۲۰۱۹، وی نماینده مصر در بازی‌های آفریقای ۲۰۱۹ در رباط، مراکش بود و در کومیته ۶۱ کیلوگرم زنان صاحب یکی از مدال‌های برنز شد.